# Könyvtárközi kölcsönzés
A könyvtári kölcsönzés a könyvtárak közötti együttműködés legrégibb formája. Célja az, hogy megteremtse az információhoz és a dokumentumokhoz való hozzájutás azonos esélyét az ország bármely részén élő állampolgár számára a könyvtári rendszeren keresztül.

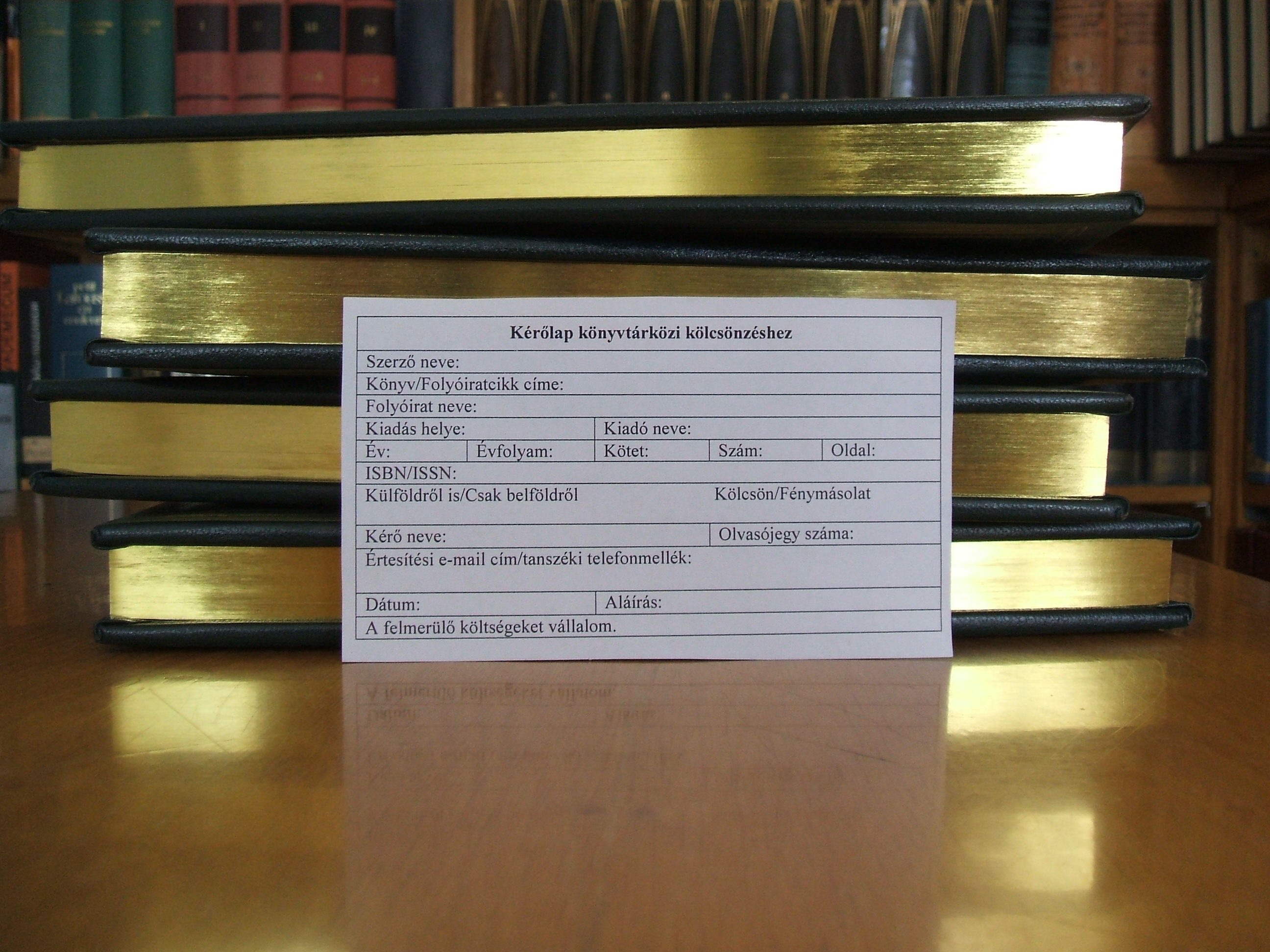
Kérőlap a könyvtárközi kölcsönzéshez

## Könyvtárközi kölcsönzés meghatározása

### Fogalom
Könyvtári együttműködés egyik módja. Olyan dokumentumszolgáltatás, amely lehetővé teszi, hogy valamely könyvtár a felhasználói számára rendelkezésre bocsáthassa azokat a magyar, illetve idegen nyelvű műveket, amelyek a saját állományában nem találhatóak meg, de egy másik könyvtártól ideiglenesen átkérhetőek.

### Dokumentumszolgáltatás
A dokumentumszolgáltatás vagy dokumentumellátás kifejezés a teljes szövegek rendelkezésre bocsátását jelenti. Felöleli a könyvtár gyűjteményében őrzött dokumentumok forgalmazását, online elérhetőségét, valamint a más könyvtárak gyűjteményében őrzött információhordozók hozzáférését is.  Más szempontú megközelítésben e fogalom alatt a helyben használatot, a kölcsönzést és a másolatszolgáltatást értjük, valamennyi fentebb felsorolt kategória vonatkozásában.

### Modellek
- Nemzeti dokumentumszolgáltató központ: szerepét országos tároló könyvtár töltheti be, amely több milliós nagyságrendű gyűjteményéből mind belföldi, mind külföldi könyvtárak számára e-mail megkeresésre is nyújtja az igényelt dokumentumokat eredetiben, hagyományos és elektronikus másolatban.[4] (pl. British Library Document Supply Centre Archiválva 2012. március 2-i dátummal a Wayback Machine-ben)
- Országos közvetítő központok: szolgáltatása nem saját gyűjteményre épül, hanem a központ vállalja a kérések továbbítását a közös katalógus alapján megállapított lelőhelyekhez (pl. OSZK).
- Egészében decentralizált könyvtárközi dokumentumellátás esetén a könyvtárak közvetlenül bonyolítják le egymás között  a kölcsönzés tevékenységét.[5]

## Történeti áttekintés
A könyvtárközi kölcsönzés a nyugati civilizációban egészen a 8. századig visszamenőleg követhető nyomon. Az első postai úton történő szállításra az 1880-as években került sor, miután az osztrák kormány 1883-ban engedélyezte a külön minisztériumi engedély nélküli könyvtárközi kölcsönzést. Poroszországban pedig 1893-ban megszületett a berlini Királyi Könyvtár és a porosz egyetemi könyvtárak közti első könyvtárközi kölcsönzési szabályzat.
Az első világháború után a könyvtárközi kölcsönzés területén elsősorban a német és az angol könyvtárak játszottak vezető szerepet. Igen hatékony belföldi kölcsönzési rendszert építettek ki, melyet később kiterjesztettek nemzetközi viszonylatokra is. 1934-ben a világ harminc országának könyvtárai összesen 11.450 kötetet kölcsönöztek a 38 országba. A könyvtárközi kölcsönzés ellenőrzését egy, az IFLA által szponzorált szervezet vállalta fel. A szervezet 1935-ös második kongresszusán megszületett a könyvtárközi kölcsönzés első nemzetközi szintű szabályzata. A szabályozás folyamatosan bővül a változó igényeknek és körülményeknek megfelelően.
Az IFLA-közgyűlés 1974-es határozattervezete a publikációk egyetemes hozzáférhetőségének programjáról (UAP = Universal Availability of Publications) meghatározta, hogy a könyvtárak közötti forrásmegosztás előfeltétele, hogy bármely pontról vagy legalább bármely részt vevő könyvtárból lehetőség nyíljék az információkhoz, illetve a dokumentumokhoz való hozzáférésre.
Magyarországon elsősorban a tudományos könyvtárak éltek a könyvtárközi kölcsönzés lehetőségével. Fontos események:
- 1923: az ország csatlakozott az 1886-os brüsszeli csereegyezményhez és bekapcsolódtunk a nemzetközi kiadványcserébe.
- 1923: megalakult az Országos Könyvforgalmi és Bibliográfiai Központ, amely 1924-ben létrehozta a Központi Címjegyzéket.
- 1945: megalakult az Országos Könyvtári Központ, amelynek feladatai közé tartozott többek között a könyvtárközi kölcsönzés megszervezése és lebonyolítása.
- 1955: bevezették az egységes könyvtárközi kérőlapot, és a szolgáltatás működését is szabályozták.
- 1958: megfogalmazódott az igény a külföldi könyvtárakból történő kölcsönzésre.
- 1963: a könyvtárközi kölcsönzés kötelező lett a könyvtárak számára.

Egyéb fontos szabályozás: 1976. évi 15. törvényerejű rendelet a könyvtárakról és az 1981. évi 19. törvényerejű rendelet a muzeális emlékek védelméről szóló 1963. évi 9. törvényerejű rendelet módosításáról és kiegészítéséről.

## Szabályozás
A jelenleg érvényben lévő, 1997. évi CXL. számú, a muzeális intézményekről, a nyilvános könyvtári ellátásról és a közművelődésről rendelkező törvény szerint az információs társadalom és a demokratikus jogállam működésének alapfeltétele a könyvtári rendszer, amelyen keresztül az információk szabadon, bárki számára hozzáférhetők.
A törvény a nyilvános könyvtárak alapfeladatai közé sorolja más könyvtárak állományának és szolgáltatásainak elérhetőségét, valamint a könyvtárak közötti dokumentum- és információcserében való részvételt. A törvény a nyilvános könyvtári ellátás érdekében Országos Dokumentumellátási Rendszer (ODR) kialakítását is előírja. Olyan rendszerét, amely az alábbiakat foglalja magába:
- a könyvtárközi dokumentumellátást;
- a könyvtári dokumentumok lelőhely-nyilvántartását;
- a könyvtárak gyűjteményéből kivont dokumentumok hasznosítását a könyvtári rendszer számára.[8]

## Kérések igénylése és teljesítése

### Igénylés
- Hagyományosan
  - Kérőlap kitöltésével. A nyomtatványok egységesnek mondhatóak, a könyvtárak azonos gyakorlatot követnek, miszerint minden esetben szerepeltetni kell a kért dokumentum alapadatait (szerző, cím, megjelenési adatok), a kölcsönzés módját (eredeti, másolat), valamint azt a tényt, hogy a kérést csak belföldről, vagy akár külföldről is lehet teljesíteni. A feltételek elfogadása érdekében szükséges az olvasó aláírása, és a dátumot is fel kell tüntetni.
- Elektronikusan (A fenti adatok megadásával.)
  - e-mailen;
  - honlapon keresztül űrlap kitöltésével.

### Teljesítés
- Eredeti dokumentum elküldése.
- Fénymásolat.
- Elektronikus továbbítás.